# Bacao
Bacao es un barrio rural   del municipio filipino de tercera categoría de Dumarán perteneciente a la provincia  de Paragua en Mimaro,  Región IV-B.
En 2007 Bacao contaba con 1.291 residentes.

## Geografía
La sede del municipio de Dumaránse encuentra situada en isla del mismo nombre, mientras que su término queda repartido entre esta isla, ocupando la parte suroeste de la isla y separado por el canal de Dumarán la de La Paragua, considerada continental.
Linda al noroeste con el municipio de Araceli, nordeste de la isla; al norte con la bahía de Bentouán; al sur y al este con el Mar de Joló.
La parte continental linda al suroeste con el municipio de  Roxas; y al noroeste con el municipio de Taytay.
El barrio insular de Bacao se encuentra situado en la isla de Dumarán, al sur de la misma.
Linda al norte con los barrios de la Población y de Santo Tomás; al sur con el mar de Joló, bahía de Maraneg; al este con el barrio de Catep; y al oeste con el barrio de San Juan.

### Demografía
El barrio  de Bacao contaba  en mayo de 2010 con una población de 1.491 habitantes.

## Historia
La misión de Dumarán formaba parte de la provincia española de  Calamianes, una de las 35 del archipiélago Filipino, en la parte llamada de Visayas. Pertenecía a la audiencia territorial  y Capitanía General de Filipinas, y en lo espiritual a la diócesis de Cebú.